# Судовњача
Судовњача (лат. chorioidea) je опна богата мрежом крвних судова. Она осигурава кисеоник и исхрану оптичког дела мрежњаче. Такође садржи и пигментне ћелије, које спречавају расипање светлости и стварају услове мрачне коморе. Судовњача представља задњи део увеалног тракта па се још назива и uvea posterior.